# Пранглі (село)
Пранглі (ест. Prangli) — село в Естонії, входить до складу волості Киллесте, повіту Пилвамаа.